# Chaneil Kular
Chaneil Kular (nacido el 20 de agosto de 1999) es un actor británico conocido principalmente por su papel de Anwar en la serie original de Netflix Sex Education.

## Biografía
Chaneil Kular hizo su debut en 2018 en la serie Doctors, apareciendo en 12 episodios como Tariq Amiri, y realizando una aparición en la serie de Amazon Prime Video Informer. Se hizo conocido en enero de 2019 con el estreno de Sex Education, una serie original de Netflix, interpretando a Anwar, integrante del popular grupo de la Escuela Secundaria Moordale conocido como "Los intocables" y el único otro estudiante abiertamente gay en la escuela.

## Filmografía

### Televisión
| Año  | Título          | Papel               | Notas                         |
| ---- | --------------- | ------------------- | ----------------------------- |
| 2018 | Doctors         | Tariq Amiri         | 12 Episodios.                 |
| 2018 | Informer        | Repartidor de pizza | Episodio: "Ruby Tuesday"      |
| 2019 | Sex Education   | Anwar               | 16 Episodios, Papel principal |
| 2020 | Black Narcissus | Dilip Rai           | 3 episodios                   |
| 2023 | Accused         | Harri Bhavsar       | Papel principal               |